# Sedlice (Praskačka)
Sedlice (německy Sedlitz) je vesnice, část obce Praskačka v okrese Hradec Králové. Nachází se asi 2,5 km na jih od Praskačky. V roce 2009 zde bylo evidováno 79 adres. V roce 2001 zde trvale žilo 231 obyvatel.
Sedlice leží v katastrálním území Sedlice u Hradce Králové o rozloze 3,24 km².
Narodil se tu a působil Vincenc Vinař (1874 – 1915), statkář a politik, na počátku 20. století poslanec Českého zemského sněmu.